# Japan Cup
Japan Cup är en hästkapplöppningstävling i Japan. Den räknas som den mest prestigefyllda hästkapplöppningstävlingen i Japan. Den arrangeras i november i Fuchū, Tokyo sedan 1981. Den är ett inbjudningslöp för 3-åriga och äldre engelska fullblod.
Tillsammans med Prix de l'Arc de Triomphe och Breeders' Cup räknas tävlingen som en av de stora sensäsongs-tävlingarna. Distansen är 2 400 meter på gräs. Förstapriset ligger på 300 miljoner yen.

## Segrare
| År   | Häst             | Född        | Tränad         | Ägd                   | Ålder | Jockey               | Tränare             | Tid    |
| ---- | ---------------- | ----------- | -------------- | --------------------- | ----- | -------------------- | ------------------- | ------ |
| 1981 | Mairzy Doates    | USA         | USA            | USA                   | 5     | Cash Asmussen        | John Fulton         | 2:25.3 |
| 1982 | Half Iced        | USA         | USA            | USA                   | 3     | Don MacBeth          | Stanley M. Hough    | 2:27.1 |
| 1983 | Stanerra         | Irland      | Irland         | Irland                | 5     | Brian Rouse          | Frank Dunne         | 2:27.6 |
| 1984 | Katsuragi Ace    | Japan       | Japan          | Japan                 | 4     | Katsuichi Nishiura   | Kazumi Domon        | 2:26.3 |
| 1985 | Symboli Rudolf   | Japan       | Japan          | Japan                 | 4     | Yukio Okabe          | Yuji Nohira         | 2:28.8 |
| 1986 | Jupiter Island   | Irland      | Storbritannien | Storbritannien        | 7     | Pat Eddery           | Clive Brittain      | 2:25.0 |
| 1987 | Le Glorieux      | Frankrike   | Frankrike      | Frankrike             | 3     | Alain Lequeux        | Robert Collet       | 2:24.9 |
| 1988 | Pay the Butler   | USA         | USA            | USA                   | 4     | Chris McCarron       | Robert J. Frankel   | 2:25.5 |
| 1989 | Horlicks         | Nya Zeeland | Nya Zeeland    | Nya Zeeland           | 6     | Lance O'Sullivan     | Dave O'Sullivan     | 2:22.2 |
| 1990 | Better Loosen Up | Australien  | Australien     | Australien            | 5     | Michael Clarke       | David Hayes         | 2:23.2 |
| 1991 | Golden Pheasant  | USA         | USA            | USA                   | 5     | Gary Stevens         | Charles Whittingham | 2:24.7 |
| 1992 | Tokai Teio       | Japan       | Japan          | Japan                 | 4     | Yukio Okabe          | Shoichi Matsumoto   | 2:24.6 |
| 1993 | Legacy World     | Japan       | Japan          | Japan                 | 4     | Hiroshi Kawachi      | Hideyuki Mori       | 2:24.4 |
| 1994 | Marvelous Crown  | Japan       | Japan          | Japan                 | 4     | Katsumi Minai        | Makoto Osawa        | 2:23.6 |
| 1995 | Lando            | Tyskland    | Tyskland       | Tyskland              | 5     | Michael Roberts      | Heinz Jentzsch      | 2:24.6 |
| 1996 | Singspiel        | Irland      | Storbritannien | Förenade arabemiraten | 4     | Frankie Dettori      | Michael Stoute      | 2:23.8 |
| 1997 | Pilsudski        | Irland      | Storbritannien | Storbritannien        | 5     | Michael Kinane       | Michael Stoute      | 2:25.8 |
| 1998 | El Condor Pasa   | USA         | Japan          | Japan                 | 3     | Masayoshi Ebina      | Yoshitaka Ninomiya  | 2:25.9 |
| 1999 | Special Week     | Japan       | Japan          | Japan                 | 4     | Yutaka Take          | Toshiaki Shirai     | 2:25.5 |
| 2000 | T M Opera O      | Japan       | Japan          | Japan                 | 4     | Ryuji Wada           | Ichizo Iwamoto      | 2:26.1 |
| 2001 | Jungle Pocket    | Japan       | Japan          | Japan                 | 3     | Olivier Peslier      | Sakae Watanabe      | 2:23.8 |
| 2002 | Falbrav          | Irland      | Italien        | Italien               | 4     | Frankie Dettori      | Luciano d'Auria     | 2:12.2 |
| 2003 | Tap Dance City   | USA         | Japan          | Japan                 | 6     | Tetsuzo Sato         | Shozo Sasaki        | 2:28.7 |
| 2004 | Zenno Rob Roy    | Japan       | Japan          | Japan                 | 4     | Olivier Peslier      | Kazuo Fujisawa      | 2:24.2 |
| 2005 | Alkaased         | USA         | Storbritannien | Storbritannien        | 5     | Frankie Dettori      | Luca Cumani         | 2:22.1 |
| 2006 | Deep Impact      | Japan       | Japan          | Japan                 | 4     | Yutaka Take          | Yasuo Ikee          | 2:25.1 |
| 2007 | Admire Moon      | Japan       | Japan          | Förenade arabemiraten | 4     | Yasunari Iwata       | Hiroyoshi Matsuda   | 2:24.7 |
| 2008 | Screen Hero      | Japan       | Japan          | Japan                 | 4     | Mirco Demuro         | Yuichi Shikato      | 2:25.5 |
| 2009 | Vodka            | Japan       | Japan          | Japan                 | 5     | Christophe Lemaire   | Katsuhiko Sumii     | 2:22.4 |
| 2010 | Rose Kingdom     | Japan       | Japan          | Japan                 | 3     | Yutaka Take          | Kojiro Hashiguchi   | 2:25.2 |
| 2011 | Buena Vista      | Japan       | Japan          | Japan                 | 5     | Yasunari Iwata       | Hiroyoshi Matsuda   | 2:24.2 |
| 2012 | Gentildonna      | Japan       | Japan          | Japan                 | 3     | Yasunari Iwata       | Sei Ishizaka        | 2:23.1 |
| 2013 | Gentildonna      | Japan       | Japan          | Japan                 | 4     | Ryan Moore           | Sei Ishizaka        | 2:26.1 |
| 2014 | Epiphaneia       | Japan       | Japan          | Japan                 | 4     | Christophe Soumillon | Katsuhiko Sumii     | 2:23.1 |
| 2015 | Shonan Pandora   | Japan       | Japan          | Japan                 | 4     | Kenichi Ikezoe       | Tomokazu Takano     | 2:24.7 |
| 2016 | Kitasan Black    | Japan       | Japan          | Japan                 | 4     | Yutaka Take          | Hisashi Shimizu     | 2:25.8 |
| 2017 | Cheval Grand     | Japan       | Japan          | Japan                 | 5     | Hugh Bowman          | Yasuo Tomomichi     | 2:23.7 |
| 2018 | Almond Eye       | Japan       | Japan          | Japan                 | 3     | Christophe Lemaire   | Sakae Kunieda       | 2:20.6 |
| 2019 | Suave Richard    | Japan       | Japan          | Japan                 | 5     | Oisin Murphy         | Yasushi Shono       | 2:25.9 |
| 2020 | Almond Eye       | Japan       | Japan          | Japan                 | 5     | Christophe Lemaire   | Sakae Kunieda       | 2:23.0 |
| 2021 | Contrail         | Japan       | Japan          | Japan                 | 4     | Yuichi Fukunaga      | Yoshito Yahagi      | 2:24.7 |

1. ↑  2002 års upplaga reds på Nakayama Racecourse över 2200 meter.
2. ↑  Rose Kingdom blev tvåa efter Buena Vista men flyttades upp efter diskvalificering.